# 保育所図書室
保育所図書室（ほいくじょとしょしつ）とは、保育園に設置された図書室の事である。保育園の正式名称は保育所である。ゆえに「保育園図書室」の名も通称であり正式名は「保育所図書室」である。

## 法根拠
新藤透は保育園図書室の法根拠を「児童福祉施設設置基準」第32条４項に「乳児室又はほふく室には、保育に必要な用具を備えること。」とあり、この保育に必要な用具の中に絵本が含まれると指摘している。さらに保育所保育指針によって絵本や童話、紙芝居を用いた言語教育が記述されている。この２つが保育所図書室の法根拠となると指摘している。同様の指摘を鈴木麻理奈も述べている。

## 保育所図書室の実態
保育園図書室調査について鈴木麻理奈は米沢市内の保育所「山上保育園」を一か所調査している。なお、山上保育園には専用の図書室が無かった。
保育所図書室の設置率調査も含めた実態調査は鯨岡氏が川越市・ふじみ野市の全認可保育園に対し調査を行っている。回答率は41.4％で設置率は10.3％、蔵書平均冊数は506.7冊であった。日本十進分類法管理を行う図書室は見られず、OPAC管理を行っている館か見られないという結果となった。